# Bogaczów (powiat żarski)
Bogaczów – kolonia w Polsce położona w województwie lubuskim, w powiecie żarskim, w gminie Trzebiel.
W latach 1975–1998 miejscowość administracyjnie należała do województwa zielonogórskiego.

## Zabytki
- kościół z XIV w.
- pałac z XVIII w.